# South Tucson
South Tucson è una città degli Stati Uniti d'America, situata nello Stato dell'Arizona, nella Contea di Pima. Si tratta di un'enclave della più grande Tucson.